# Lotononis lotononiodes
Lotononis lotononiodes là một loài thực vật có hoa trong họ Đậu. Loài này được (Scott-Elliot) B.-E. van Wyk miêu tả khoa học đầu tiên năm 1991.